# Luca Assarino
Luca Assarino (Potosí, 18 ottobre 1602 – Torino, 18 ottobre 1672) è stato un giornalista e scrittore italiano.

## Biografia

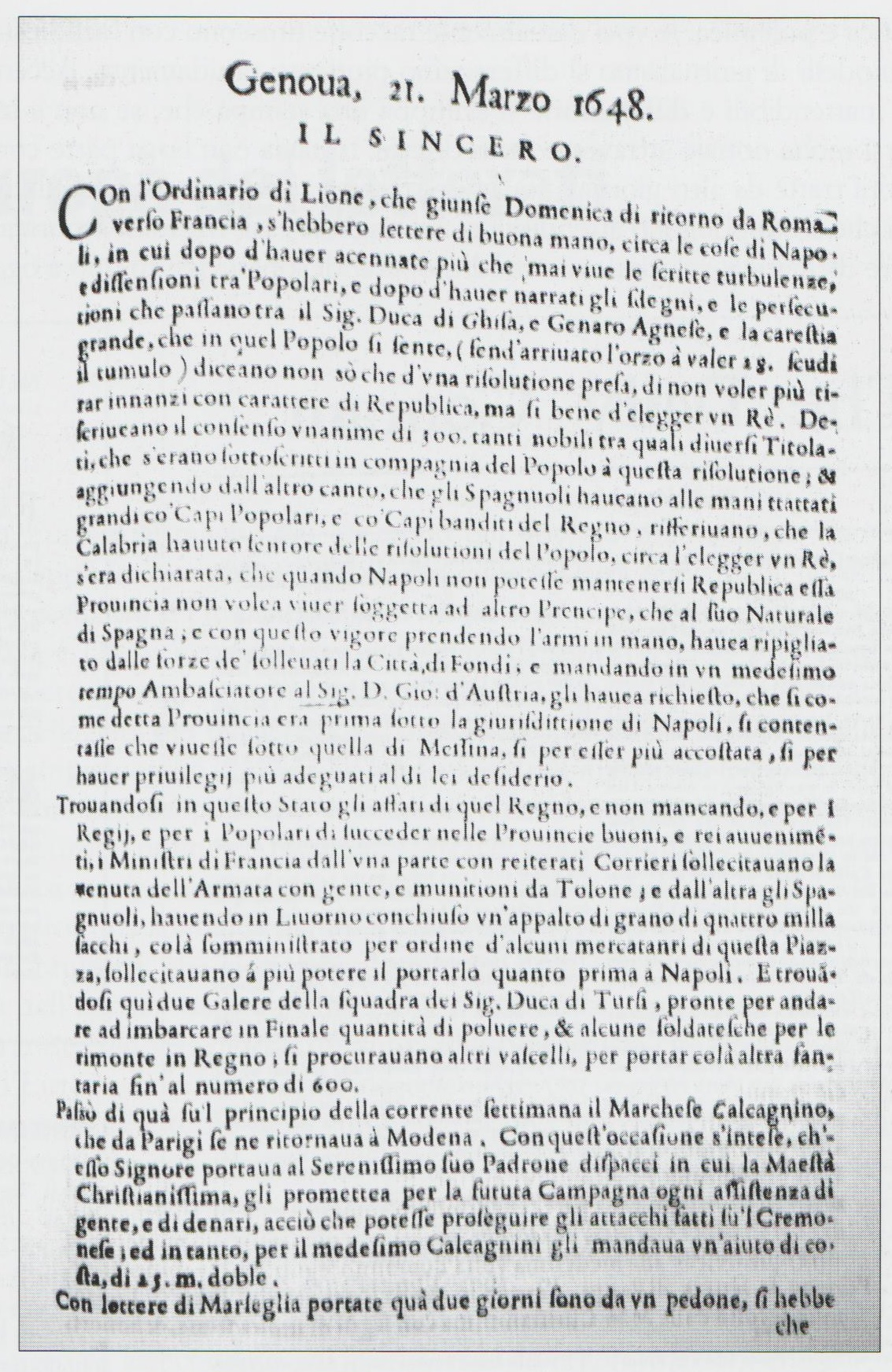
Il Sincero, prima pagina di un numero del 1648. La notizia di apertura riguarda Napoli, dove da un anno era stata instaurata la Repubblica.

Luca Assarino nacque nella città boliviana di Potosí, da Antonio, nobile genovese in cerca di fortuna e Giovanna di Relux, di origine portoghese. Trascorse la giovinezza a Santa Margherita Ligure, dove il padre si era stabilito dopo il ritorno in patria. Nel 1618 si sposò, ma l'anno seguente finì in carcere con l'accusa di omicidio. Scontò la pena in Corsica, all'epoca possedimento genovese. Nel 1625 ottenne la grazia in cambio dell'arruolamento nell'esercito. Combatté le battaglie della Repubblica di Genova contro il duca Carlo Emanuele I di Savoia. Nel 1627 fu congedato e tornò libero, ma fu nuovamente accusato di omicidio, questa volta del suocero del giovane da lui ucciso. Arrestato e incarcerato, riuscì a fuggire durante un trasferimento. Ma poi si costituì; riuscì a riottenere la libertà grazie all'aiuto della moglie Geronima, che con difficoltà raccolse la somma di 500 scudi con cui pagò la cauzione. Con la moglie l'Assarino ebbe due figli maschi, Niccolò e Giovanbattista Silvio. Rimasto vedovo, si risposò con Ottavia Battezzati.
Dopo il 1630 cominciò la seconda parte della sua vita. Luca Assarino intraprese l'attività letteraria e giornalistica. Si fece conoscere nel 1635 con il romanzo eroico-cavalleresco La Stratonica, che ebbe molta fortuna (fu anche tradotto in francese), seguito da L'Armelinda nel 1640. Raggiunta una buona notorietà, l’Assarino cercò il modo migliore di far fruttare la nuova posizione sociale acquisita. Iniziò a prendere contatti con le personalità della diplomazia del tempo, mostrando una preferenza per la politica francese. Conobbe il primo ministro di re Luigi XIV, il cardinale Giulio Mazzarino (di origine italiana), il marchese di San Tommaso [Giovanni Carron?], segretario di stato del Ducato di Savoia e il segretario della Repubblica di Lucca Ottavio Orsucci. Nel 1644 apparve a Genova Delle rivoluzioni della Catalogna, l'opera con cui Assarino iniziò la carriera nella prosa storiografica. 
Ebbe poi l'idea di fondare a Genova un vero e proprio giornale stampato (Il Sincero) e una gazzetta manoscritta, quest'ultima compilata su commissione per i governi e le rappresentanze diplomatiche estere. Il Sincero usciva con l’approvazione della Magistratura genovese, mentre le notizie della gazzetta manoscritta erano a pagamento e riservate. I risultati non tardarono a venire: nel 1649 l’Assarino ricevette le lettere patenti di istoriografo palatino e si trasferì a Torino. Nel 1649 passò a Mantova presso il duca Carlo II. Qui pubblicò la Istoria delle guerre d'Italia. Fra il 1662 e il 1663 fu a Milano al servizio del principe Trivulzio, governatore della città. Qui pubblicò il primo tomo della sua opera più importante: Delle guerre e successi d'Italia. L'opera accrebbe la fama dello scrittore e gli giovò anche un nuovo invito alla corte di Torino da parte del duca Carlo Emanuele II . Nel 1665 fu nominato storiografo ufficiale della corte sabauda. A Torino ristampò, con le alterazioni volute dai revisori sabaudi, la sua Storia, e la continuò con un secondo volume, che però non riuscì a pubblicare. Tutto ciò non gli impedì di offrire i suoi servigi di informatore anche al governo spagnolo di Milano e a Luigi XIV di Francia . 
Morì a Torino il 18 ottobre 1672, nello stesso giorno in cui era nato.

## Opere
- Luca Assarino, La Stratonica, 1635. (tradotto in francese da Claude Malleville nel 1641),
- Luca Assarino, Le Maraviglie dell'Arsenale di Venezia. Riflessioni ossequiose, Venezia, 1639.
- Luca Assarino, Diverse lettere, e componimenti, Venezia, Per il Sarzina, 1639.
- Luca Assarino, L'Armelinda, Bologna, 1640.
- Luca Assarino, L'Anotomia della Rettorica, Venezia, 1641.
- Luca Assarino, Zampilli d'Ippocrene, Genova, 1642.
- Luca Assarino, Raguagli del regno di Cipro, 5ª ed., Turrini, 1654.
- Luca Assarino, Il Demetrio di Luca Assarino, Bologna, per Giacomo Monti, 1643.
- Luca Assarino, Il tormento vilipeso historia tragica ma gloriosa descritta da Luca Assarino intorno il martirio de'  tre santi fratelli Alfio, Filadelfo, e Cirino, Bologna, per Giacomo Monti, 1643.
- Luca Assarino, Delle rivoluzioni di Catalogna, Genova, 1647.
- Luca Assarino, Novo Ercole, Genova, 1647.
- Luca Assarino, Scielta di lettere, Milano, 1650.
- Luca Assarino, Giuochi di fortuna successi d'Astiage, e di Mandane monarchi della Siria, Venezia, presso i Giunti, 1656.
- Luca Assarino, Sensi di Luca Assarino intorno ad un ritratto del Serenissimo di Mantova etc., Casale Monferrato, 1661.
- Luca Assarino, Delle Guerre e successi d'Italia, vol. 1, Milano, Giulio Cesare Malatesta, 1662.
- Luca Assarino, Dialoghi morali, Torino, 1663.
- Luca Assarino, I lavori d'Aracne, Poesie senza metro per le seconde nozze del Ser.mo Carlo Emanuele II duca di Savoja, Torino, 1665.
- Luca Assarino, Nuova scielta di lettere, Venezia, 1673.